# 黃瘤鳳冠雉
黃瘤鳳冠雉（Crax daubentoni）是分佈在哥倫比亞及委內瑞拉森林及林地的鳳冠雉科。牠們主要在地上覓食，當受威脅時會飛上樹上。雄雞冠上的羽毛向前彎曲，在喙上有黃色的瘤；雌雞沒有這個瘤，但其他部份與雄雞相似，整體都是黑色，有白色的圍肛羽。牠們一般長84-92.5厘米，重約2-3公斤。牠們吃果實、葉子、種子及細小的動物。牠們會在地上築巢，雄雞及雌雞都會一同築巢，雌雞每次生2隻蛋。

## 外部連結
- ARKive